# Wissous
Wissous [visˈu]  ist eine französische Gemeinde mit 6924 Einwohnern (Stand 1. Januar 2022) im Département Essonne (in der Region Île-de-France).

## Geographie
Die Gemeinde Wissous liegt 14 Kilometer südlich von Paris und grenzt an die Départements Hauts-de-Seine (im Westen) und Val-de-Marne (im Norden). Die Bewohner nennen sich Wissoussiens.
Die Nachbargemeinden sind Fresnes im Norden, Rungis im Nordosten, Paray-Vieille-Poste im Osten, Morangis im Süden und Südosten, Chilly-Mazarin im Südwesten, Massy im Westen und Antony im Nordwesten. Ein Teil des Flughafens Paris-Orly liegt auf dem Gemeindegebiet.

## Bevölkerungsentwicklung
| Jahr     | 1962 | 1968 | 1975 | 1982 | 1990 | 1999 | 2009 | 2011 |
| -------- | ---- | ---- | ---- | ---- | ---- | ---- | ---- | ---- |
| Bewohner | 3477 | 3955 | 4402 | 4394 | 4888 | 5160 | 5250 | 6093 |

## Gemeindepartnerschaften
Wissous unterhält Partnerschaften mit Heidenrod im deutschen Hessen (seit 1984), mit Balcombe in der englischen Grafschaft West Sussex (seit 1990) und seit 2000 mit Figueira de Castelo Rodrigo in Portugal.

## Sehenswürdigkeiten
Siehe auch: Liste der Monuments historiques in Wissous
- Waschhaus aus dem 19. Jahrhundert
- Rathaus